# Ottmannsreuth
Ottmannsreuth ist ein Dorf im Stadtgebiet von Creußen im oberfränkischen Landkreis Bayreuth in Bayern. Der Ort befindet sich in der Gemarkung Wolfsbach.

## Geografie
Das Dorf liegt auf einer Hochebene in einer Rodungsinsel. Im Osten fällt das Gelände in das Tal des Roten Mains ab. Eine Gemeindeverbindungsstraße führt zur Bundesstraße 2 (0,7 km nordwestlich).

## Geschichte
Gegen Ende des 18. Jahrhunderts bestand Ottmannsreuth aus 6 Anwesen (2 Höflein, 2 Halbhöflein, 1 Sölde, 1 Söldengütlein). Die Hochgerichtsbarkeit stand dem bayreuthischen Stadtvogteiamt Creußen zu. Die Dorf- und Gemeindeherrschaft hatte das Hofkastenamt Bayreuth. Das Hospital Bayreuth war Grundherr sämtlicher Anwesen. Zu den Anwesen gehörten 120 Tagewerk Land.
Von 1797 bis 1810 unterstand der Ort dem Justiz- und Kammeramt Pegnitz. Mit dem Gemeindeedikt wurde Ottmannsreuth dem 1812 gebildeten Steuerdistrikt Oberkonnersreuth zugewiesen. Zugleich entstand die Ruralgemeinde Ottmannsreuth, zu der Eimersmühle und Neuenreuth gehörten. Sie war in Verwaltung und Gerichtsbarkeit dem Landgericht Bayreuth zugeordnet und in der Finanzverwaltung dem Rentamt Bayreuth. Mit dem Gemeindeedikt von 1818 erfolgte die Eingemeindung nach Wolfsbach. Am 1. Mai 1978 wurde Ottmannsreuth im Zuge der Gebietsreform in Bayern nach Creußen eingemeindet.
Anfang März 1975 geriet der Ort nach der Flucht zweier Personen aus der DDR in die Schlagzeilen der Presse. Die Frau und der Mann waren mit einem Trainingsauftrag für Kunstflug in Leipzig gestartet und folgten immer der heutigen Bundesautobahn 9, bis der Treibstoff ihrer Maschine zur Neige ging. Am Abend des 5. März landeten sie nur wenige Meter neben den Häusern auf einer Wiese und baten anschließend um politisches Asyl.

### Einwohnerentwicklung
| Jahr      | 001799 | 001819 | 001822 | 001861 | 001871 | 001885 | 001900 | 001925 | 001950 | 001961 | 001970 | 001987 |
| Einwohner | 52     | 40     | 54     | 54     | 49     | 54     | 52     | 43     | 89     | 62     | 66     | 65     |
| Häuser    | 6      |        | 8      |        |        | 8      | 8      | 7      | 9      | 11     |        | 18     |
| Quelle    | [ 6 ]  | [ 10 ] | [ 7 ]  | [ 11 ] | [ 12 ] | [ 13 ] | [ 14 ] | [ 15 ] | [ 16 ] | [ 17 ] | [ 18 ] | [ 1 ]  |

## Religion
Ottmannsreuth ist seit der Reformation evangelisch-lutherisch geprägt und nach St. Jakobus (Creußen) gepfarrt.